# Magdalena Sybilla Hohenzollern (Brandenburg-Bayreuth)
Magdalena Sybilla Hohenzollern, właśc. Magdalena Sybilla von Brandenburg-Bayreuth (ur. 27 października 1612 w Bayreuth, zm. 20 marca 1687 w Dreźnie) – księżniczka Brandenburgii-Bayreuth z dynastii Hohenzollernów, księżna elektorowa Saksonii.

## Życiorys
Córka margrabiego Bayreuth Krystiana Hohenzollerna i księżniczki Marii Hohenzollern (córki księcia pruskiego Albrechta Fryderyka). Wnuczka jej brata Erdmanna Augusta - Krystyna Eberhardyna została królową Polski jako żona Augusta II Mocnego.
13 listopada 1638 roku została wydana za mąż za księcia saskiego Jana Jerzego Wettyna, późniejszego elektora Saksonii, któremu urodziła troje dzieci:
- Sybillę Marię (1642-1643),
- Erdmute Zofię (1644-1670) - późniejszą margrabinę Bayreuth jako żonę krola Krystiana Ernesta Hohenzollerna,
- Jana Jerzego III (1647-1691) - późniejszego elektora Saksonii[2].

Jan Jerzy zmarł w 1680 roku. Księżna elektorowa przeżyła męża o siedem lat. Zmarła w 1687 roku w Dreźnie i została pochowana obok męża w nekropolii elektorów saskich w Freibergu.